# Stenoxia erythropis
Stenoxia erythropis är en fjärilsart som beskrevs av George Francis Hampson 1926. Stenoxia erythropis ingår i släktet Stenoxia och familjen nattflyn. Inga underarter finns listade i Catalogue of Life.